# Вацлав Хайек от Либочан
Вацлав Хайек от Либочан (на чешки: Václav Hájek z Libočan) (?? – 18 март 1553, Прага) е чешки свещеник и хронист, автор на една от известните чешките хроники.

## Биография
Роден е в края на 15 век в семейството на дребни дворяни от околностите на Жатец. Хайек отначало е утраквист, докато през 1521 г. не променя възгледите си и става католически свещеник. През 1526 г. служи в Роржмитал; в периода 1527 – 1534 г. е декан в Карщейн и свещеник в Тетин. По-късно Вацлав Хайек е избран за протектор на Стара Болеслав. От 1524 г. е известен проповедник в августинския манастир „Апостол Тома“ в Мала Страна в Прага. Благодарение на протекциите на католическото дворянство Хайек заема някои доходни църковни длъжности, от които все пак са отказва поради пренебрежението си към задълженията, алчността и интригантството. Последните години от живота си прекарва в манастира на доминиканките в пражкото Старе место.